# Burkhard Jung

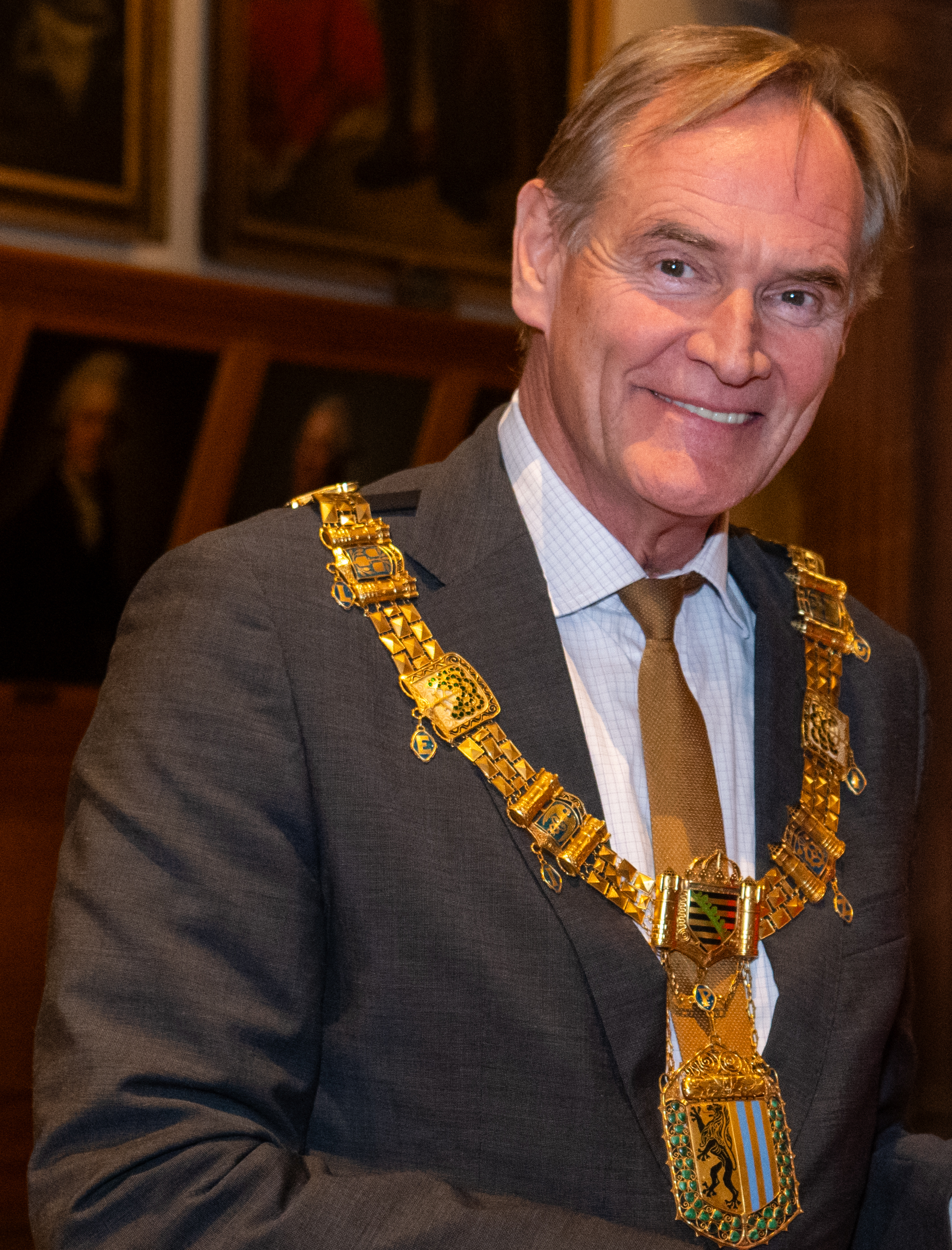
Burkhard Jung (2024)

Burkhard Jung (* 7. März 1958 in Siegen) ist ein deutscher Politiker (SPD). Er ist seit 2006 der Oberbürgermeister von Leipzig. Er war von 2019 bis 2021 und ist seit 2025 erneut Präsident des Deutschen Städtetags. Von 2021 bis 2025 war er dessen Vizepräsident. Seit 2023 ist er außerdem Präsident des europäischen Städtenetzwerkes eurocities.

## Ausbildung und Beruf
Jung besuchte von 1964 bis 1968 die evangelische Volksschule Gosenbach in Siegen. Am Gymnasium Am Löhrtor legte er im Jahr 1977 das Abitur ab. Anschließend studierte er bis 1984 an der Westfälischen Wilhelms-Universität in Münster Germanistik und Evangelische Theologie auf Lehramt für die Sekundarstufe. Er legte im Jahr 1983 die Erste Staatsprüfung und nach dem Referendariat in Münster 1986 die Zweite Staatsprüfung ab.
Am Evangelischen Gymnasium in Siegen-Weidenau begann er 1986 als Lehrer für Deutsch und Evangelische Religion und beschäftigte sich als Unterstufenkoordinator insbesondere mit neuen Formen des fächerübergreifenden Unterrichts. 1989 wurde er zum Studienrat zur Anstellung im Kirchendienst berufen.
Nach der deutschen Wiedervereinigung ließ sich Jung 1991 als Schulleiter an das neugegründete Evangelische Schulzentrum Leipzig (Eva Schulze) abordnen, wo er für den Aufbau einer Grund-, Mittelschule und eines Gymnasiums in kirchlicher Trägerschaft verantwortlich war. Ab 1994 war er Kirchenbeamter im Dienst der Evangelisch-Lutherischen Landeskirche Sachsens, ab 1997 trug er die Amtsbezeichnung eines Oberstudiendirektors im Kirchendienst. Er leitete das Evangelische Schulzentrum, zum damaligen Zeitpunkt Sachsens einzige kooperative Gesamtschule, bis Februar 1999. Jung und Michael Hilbk entwickelten das neue sozial-diakonische Profil der Mittelschule. Eine Reihe von Fachveröffentlichungen stammen aus dieser Zeit.
Jung war während der Siegener und Leipziger Lehrtätigkeit Mitautor des gymnasialen Lesewerks Lektüre aus dem Schroedel Verlag.

## Politik

### Beigeordneter der Stadt Leipzig (1999–2006)
Von 1999 bis 2006 war Jung Beigeordneter für Jugend, Schule und Sport, nach einer Verwaltungsumstrukturierung im April 2001, Beigeordneter für Jugend, Soziales, Gesundheit und Schule der Stadt Leipzig. Für die Bewerbung Leipzigs für die Olympischen Spiele 2012 war er zwei Jahre städtischer Olympiabeauftragter, bis er im November 2003 von diesem Posten aufgrund einer Provisionszahlung an die Marketingagentur SCI zurücktrat und als Beigeordneter von seinen Dienstgeschäften entbunden wurde. Die Affäre skandalisierte der Redakteur Jens Weinreich der Berliner Zeitung. Nach einem Monat Beurlaubung und Einstellung der staatsanwaltlichen Vorermittlungen trat Jung im Dezember 2003 seinen Dienst als Beigeordneter wieder an. Ab Januar 2006 war Jung darüber hinaus WM-Beauftragter der Stadt Leipzig.
Seine Schwerpunkte als Beigeordneter waren die Schwerpunktsetzung von Sportarten in der Sportförderung, die Jugendhilfeplanung, im Rahmen der Subsidiarität zahlreiche Übergaben von Kindertagesstätteneinrichtungen in freie Trägerschaft, die Schulentwicklungs-, Altenhilfe-, Behindertenhilfe- und Sozialplanung.
Im Jahr 2000 trat er in die SPD ein.

### Oberbürgermeister von Leipzig (seit 2006)
Nach der Amtsabgabe seines Vorgängers Wolfgang Tiefensee, der im November 2005 als Bundesverkehrsminister nach Berlin gewechselt war, bewarb sich Jung um das Amt des Oberbürgermeisters der Stadt Leipzig. Nachdem er im ersten Wahlgang die absolute Mehrheit verfehlt hatte, wurde er am 26. Februar 2006 bei einer Wahlbeteiligung von 31,7 % mit 51,6 % der Stimmen zum neuen Stadtoberhaupt Leipzigs gewählt und übt dieses Amt seit dem 29. März 2006 aus.
Vom 20. März 2006 bis 26. Oktober 2007 war Burkhard Jung Mitglied im Verwaltungsrat der Landesbank Sachsen.

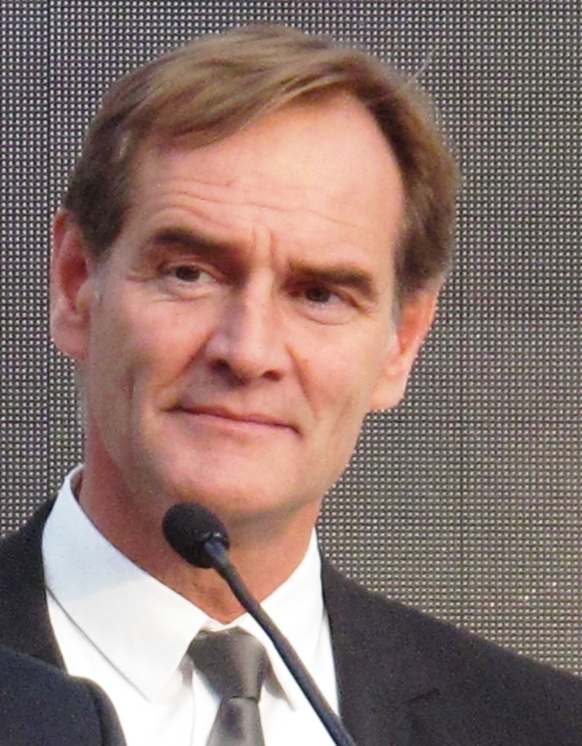
Jung auf der Leipziger Buchmesse 2012

Seit 2006 ist Burkhard Jung Aufsichtsratsvorsitzender der Leipziger Versorgungs- und Verkehrsgesellschaft (Holding der kommunalen Energie-, Wasser- und Verkehrsunternehmen) sowie Vorsitzender des Verwaltungsrats der Stadt- und Kreissparkasse Leipzig. Er ist Mitglied in den Aufsichtsräten der Leipziger Messe und der European Energy Exchange (EEX).
Jung war von 2019 bis 2021 und ist seit 2025 erneut Präsident des Deutschen Städtetags. Zwischenzeitlich war er von 2021 bis 2025 Vizepräsident des Städtetags.
Burkhard Jung ist seit 2006 Mitglied im Präsidium des Europäischen Städtenetzwerks Eurocities und seit dem 15. Juni 2023 dessen Präsident. Seit 2008 ist er Vizepräsident des Sächsischen Städte- und Gemeindetages SSG. Ferner ist er Mitglied des Stiftungsrates der Felix-Mendelssohn-Bartholdy-Stiftung. Seit dem 5. Juli 2024 ist Jung Mitglied des XVII. Fernsehrates des ZDF.
Von November 2010 bis zum Amtsantritt von Kulturbürgermeisterin Skadi Jennicke 2016 war Jung zudem für zahlreiche kulturelle Einrichtungen der Stadt Leipzig zuständig. Oper, Gewandhaus, Centraltheater, Theater der Jungen Welt und Musikschule erkannte er seinem Kulturdezernenten Michael Faber ab. Als Grund dafür nannte der Oberbürgermeister das fehlerhafte Krisenmanagement seines Beigeordneten. Der Stadtrat leitete ein Abwahlverfahren gegen diesen ein. Im zweiten Wahlgang wurde allerdings knapp die für die Abwahl nötige Zweidrittelmehrheit verfehlt, und Michael Faber blieb im Amt.

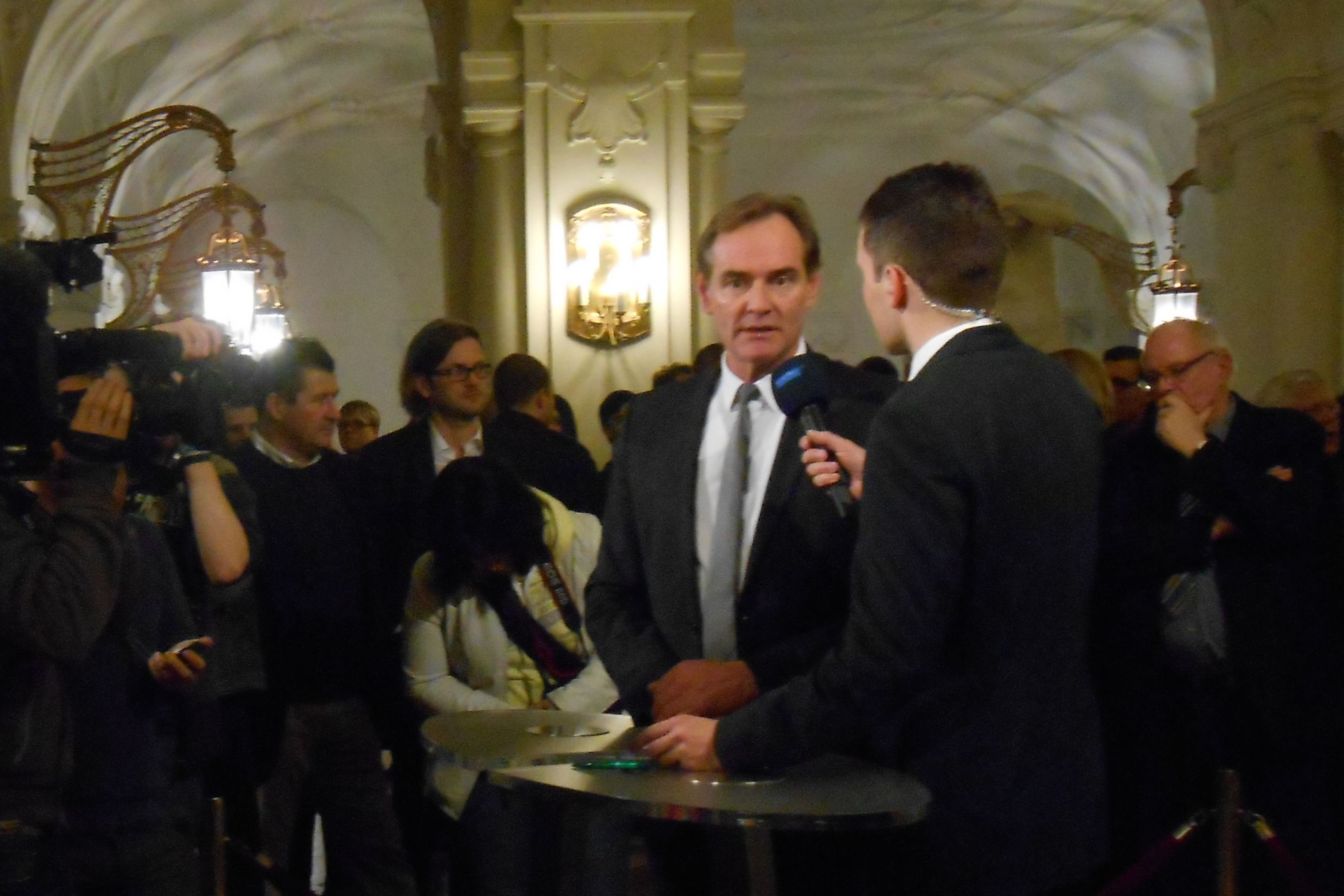
Burkhard Jung bei der Oberbürgermeisterwahl 2013 im Leipziger Rathaus bei MDR aktuell

Bei der Oberbürgermeisterwahl 2013 kandidierte er für eine zweite Amtszeit. Seine Gegenkandidaten waren neben dem parteilosen, von der CDU nominierten bisherigen Polizeipräsidenten Horst Wawrzynski auch Felix Ekardt (Grüne), Barbara Höll (Die Linke), René Hobusch (FDP) und Dirk Feiertag (parteilos). Im zweiten Wahlgang am 17. Februar 2013 wurde Jung mit 45,0 % wiedergewählt und lag damit deutlich vor dem zweitplatzierten Kandidaten Horst Wawrzynski (28,7 %).
Im Jahr 2018 nominierte der Sächsische Städte- und Gemeindetag Jung für das Amt des Präsidenten des Ostdeutschen Sparkassenverbandes. In der entscheidenden Abstimmung des Verbands am 27. September unterlagen sowohl Jung als auch sein Gegenkandidat Michael Harig dem Amtsinhaber Michael Ermrich. Jung blieb als Oberbürgermeister im Amt.
Im Mai 2019 kündigte er eine Kandidatur für eine dritte Amtszeit als Oberbürgermeister an. Im ersten Wahlgang am 2. Februar 2020 erhielt er mit 29,8 Prozent die zweitmeisten Stimmen nach dem CDU-Kandidaten Sebastian Gemkow mit 31,6 Prozent. Insgesamt waren acht Kandidaten angetreten. Der zweite Wahlgang, bei dem eine einfache Mehrheit ausreichte, folgte am 1. März 2020. Diesen gewann Jung mit 49,1 Prozent der Stimmen, also etwa 3.300 Stimmen Vorsprung knapp vor Gemkow, der 47,6 Prozent erhielt. Damit gewann er zum dritten Mal in Folge die Wahl zum Oberbürgermeister der Stadt Leipzig.

## Kritik
Anfang 2012 wurde bekannt, dass die Stadt Leipzig, dabei insbesondere das Rechtsamt, Grundstücke verkaufte, in vielen Fällen ohne Informationen darüber einzuholen, wer der Eigentümer ist. Zu Beginn wurden die veröffentlichten Vorgänge als Einzelfälle abgetan. Später musste Jung eingestehen, dass in mindestens 157 Fällen fahrlässig mit dem Eigentum Fremder umgegangen worden ist. Die Zahl der Meldungen von Grundstückseignern, deren Grundbesitz widerrechtlich durch die Stadt veräußert wurde, liegt im niedrigen zweistelligen Bereich. OB Jung beurlaubte daraufhin mehrere Mitarbeiter des Rechtsamts. Darüber hinaus wurde durch Jung ein Sonderprojekt „Gesetzliche Vertretungen“ ins Leben gerufen, das sämtliche Vorgänge von Veräußerungen vermeintlich herrenloser Immobilien aufarbeitet. Als neutrale Vertrauensperson für Besitzer von unrechtmäßig veräußerten Immobilien wurde der frühere Präsident des Bundesverwaltungsgerichts Eckart Hien berufen. Dieser arbeitet eng mit dem Sonderprojekt zusammen.
In der Zwischenzeit wurden auch bereits Betroffene von der Stadtverwaltung entschädigt. Die Gelder, die durch die Veräußerung dieser Immobilien eingenommen worden sind, sind nicht in den städtischen Haushalt geflossen, sondern wurden von Anfang an auf Verwahrkonten gebucht, weil diese Gelder nach wie vor auch den bislang unbekannten Eigentümern zustehen.

## Privates
Burkhard Jung lebt in Leipzig-Holzhausen. Er war in erster Ehe 34 Jahre mit Juliane Kirchner-Jung verheiratet. Das Paar hat vier inzwischen erwachsene Kinder, von denen die 1981 geborene Schauspielerin Alissa Jung öffentlich bekannt ist, und drei Enkel. Im Jahr 2014 kam die Trennung, im Jahr darauf die Scheidung.
Jungs Lebensgefährtin seit 2014 und Ehefrau seit September 2016 ist Ayleena Jung, vormals Wagner. Anfang September 2016 heiratete das Paar standesamtlich und kirchlich in Leipzig. Auch für die Braut ist es die zweite Ehe, sie trägt nun den Familiennamen ihres Mannes. Im Dezember 2018 wurden sie Eltern einer Tochter.

## Veröffentlichungen
- Wege zur Unterrichtserneuerung. In: 25 Jahre Evangelisches Gymnasium des Kirchenkreises Siegen. Hrsg. Evangelisches Gymnasium, Siegen 1989.
- Haar/Jung/Treude: Die zwei Regenbögen. In: Unterrichtserneuerung mit Wagenschein und Comenius, Versuche Evangelischer Schulen 1985–1989. Hrsg. v. Berg/Gerth/Potthast, Comenius Institut, Münster 1990.
- Buchempfehlungen. In: Lektüre, Lesebuch für Gymnasien. Bände 5–10, Schroedel Schulbuchverlag, 1991–1993.
- (Hrsg.): Evangelisches Schulzentrum Leipzig – 5 Jahre – Versuch einer Standortbestimmung. Leipzig 1996.
- (Hrsg.): Himmel und Heide. Ein ABC zu Fragen des Glaubens. Erarbeitet von Schülerinnen und Schülern des Evangelischen Schulzentrums Leipzig, Evangelische Verlagsanstalt, Leipzig 1997.
- Vorwort. In: Rechtsextreme Jugend: Eine Erschütterung der Gesellschaft? Ursachen, Ausdrucksformen, Prävention und Intervention. Leipzig 2001.
- Visionen einer Sportstadt. In: Leipzig sportlich. Das Sportleben der Stadt in Vergangenheit, Gegenwart und Zukunft. Leipzig 2002.